# Наводнение в Анголе и Намибии (2009)

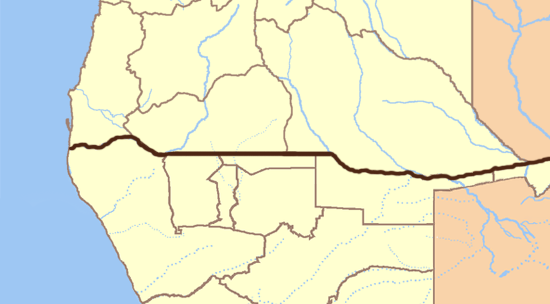
Граница Намибии и Анголы

Наводнение в Анголе и Намибии случившееся в 2009 году — стихийное бедствие, начавшееся в марте 2009 года, приведшее к гибели по крайней мере 92 человек и затронувшее приблизительно 400000 человек. Сильнейшее за 40 лет наводнение затронуло шесть областей в Намибии и по крайней мере одну провинцию Анголы. Наводнение повредило здания и инфраструктуру и оставило без крова около 25 000 человек. Из-за возникших антисанитарных условий более 2000 человек заразились малярией, 25 из них скончались. В северной Намибии было объявлено чрезвычайное положение.
Правительства этих двух стран боролись с последствиями стихийного бедствия, Красный Крест и Всемирная организация здравоохранения раздавали населению контейнеры с безопасной питьевой водой, чтобы избежать вспышки холеры.